# Margaret Johnson
Margaret Johnson, född 15 juni 1937, död 24 februari 2015, var en australisk friidrottare. Hon deltog vid olympiska sommarspelen 1956.